# 鷄冠井美智子
鷄冠井 美智子（かいでん みちこ、6月24日 - ）は、日本の女性声優。青森県出身。賢プロダクション所属。

## 略歴
声優を目指そうと思ったきっかけは元々おままごと、○○ごっこ等演じることが好きな子供だったから、とのこと。小さい頃から両親が舞台演劇に連れて行ってくれたこともあって、「私は将来こういう仕事をするんだろうなぁ」と漠然と思っていたという。
明治学院大学文学部芸術学科では、美術・舞台芸術・芸術学を学んでいた。学生演劇等で芝居をしていたが、段々鷄冠井自身の体が、「お芝居に邪魔だな」と思うようになり、少年役を演じたかったが、父親役の人物より背が高く、声が低かった。男役を演じても、男性と並んで舞台に立つと、外見で女性と分かり、当時は「高身長でハスキーボイスな貴女に出来るのはこれとこの役だけ」というような制約が嫌だったという。
「お芝居は続けたい。でも、もっと男も女も動物も、色んな役がやりたい。」とその時、偶々見ていたアニメのクレジットで、主人公の少年役の横に、効果音だと思っていた犬役にも担当の女性声優の名前が載っているのを見て、「何にでもなれる職業を見つけた瞬間だった」という。
東京アナウンス・声優アカデミー、スクールデュオ（13期生）卒業。賢プロダクション（2013年4月 - ）所属。

## 人物
特技は指圧。特技は読書、美術館巡り、歌唱。

## 出演
太字はメインキャラクター。

### テレビアニメ
2012年
- マギ（2012年 - 2013年、街の人、おねいさんB、女B、モルジアナ役の女優） - 2シリーズ

2013年
- 革命機ヴァルヴレイヴ（カーツベルフ、女性のマギウス、女子生徒）
- ガンダムビルドファイターズ（少年A）
- 義風堂々!! 兼続と慶次（景勝〈幼少期〉）
- ぎんぎつね（石井）
- 黒子のバスケ（火神大我〈幼少期〉）
- 進撃の巨人（2013年 - 2022年、リコ・ブレツェンスカ、エルド母、コニー母） - 3シリーズ
- ダンボール戦機WARS（凪野ウミ）
- ポケットモンスター THE ORIGIN

2014年
- Wake Up, Girls!（夏夜の幼馴染）
- ガンダム Gのレコンギスタ（ミック・ジャック）
- はじめの一歩 Rising（子供）
- パックワールド（男子生徒、出場者B）
- 妖怪ウォッチ（クマの母）
- ログ・ホライズン2（オリーブ、はるはる）

2015年
- うしおととら（ばあさん、妖怪C、婢妖、杜綱悟〈幼年〉）
- 学戦都市アスタリスク（メーヴ・ケリー）
- ガンスリンガー ストラトス（子供）
- 血界戦線（店員）
- コンクリート・レボルティオ〜超人幻想〜（2015年 - 2016年、おばあちゃん、幼い爾朗） - 2シリーズ
- 進撃!巨人中学校（リコ・ブレツェンスカ）
- 蒼穹のファフナー EXODUS（ケイ・クレイソーン、水鏡有子、マデリン・ゾーン）

2016年
- あんハピ♪（蓮の母）
- 甲鉄城のカバネリ（倉之助）
- ドラえもん（テレビ朝日版第2期）（審判）
- NARUTO -ナルト- 疾風伝（出雲テンマ）
- ベイブレードバースト（2016年 - 2017年、伊賀栗助、那須良太、桜島溶牙、同級生、スタン・ハンバーグ） - 2シリーズ
- マクロスΔ（レオ、女性隊員）

2017年
- 鬼平（子供）
- GRANBLUE FANTASY The Animation（2017年 - 2019年、10歳のグラン / 幼いグラン） - 2シリーズ
- DYNAMIC CHORD（子供）

2019年
- ブギーポップは笑わない（マンティコア、宮下藤花の母）
- からくりサーカス（ワイルド・ウエスト・ジェーン）

2020年
- マギアレコード 魔法少女まどか☆マギカ外伝（教師）

2021年
- 新幹線変形ロボ シンカリオンZ（2021年 - 2022年、戸隠タイジュ）
- サクガン（ウォルシュ団 部下A）

2022年
- 平家物語（巴御前）
- ダンス・ダンス・ダンスール（兵太〈幼少期〉）

2023年
- 鬼滅の刃 刀鍛冶の里編
- ふしぎ駄菓子屋 銭天堂（2023年 - 2025年、白野聖）
- キボウノチカラ〜オトナプリキュア'23〜（社員）

2024年
- SHAMAN KING FLOWERS（伊吹ガッコ）
- 神之塔 -Tower of God- 王子の帰還（アップル）
- オーイ!とんぼ（2024年 - 2025年、フミ）
- 七つの大罪 黙示録の四騎士（ティーニニック）

2025年
- 日本へようこそエルフさん。
- ウマ娘 シンデレラグレイ（ゴッドハンニバル）

### 劇場アニメ
- 劇場版 境界の彼方 －I'LL BE HERE－未来篇（2015年、名瀬家給仕）
- 映画かいけつゾロリ うちゅうの勇者たち（2015年、ワニおばさん）
- ルドルフとイッパイアッテナ（2016年、布団干しのおばさん[18]）
- GODZILLA 怪獣惑星（2017年、揚陸艇操縦士）
- Gのレコンギスタ I - IV（2019年 - 2022年、ミック・ジャック[19]） - 4作品[20]

### OVA
- 12歳。（2014年、男子3） - 『ちゃお』2014年5月号付録
- 蒼穹のファフナー THE BEYOND（2019年 - 2020年、マデリン・ゾーン[21]、水鏡有子）

### Webアニメ
2010年代
- ポケットモンスター オメガルビー・アルファサファイア メガスペシャルアニメーション（2014年、ポケモン）
- ポケモンジェネレーションズ（2016年、ジュピター）

2020年代
- OBSOLETE（2020年、ミシェル）
- ゲンガーになっちゃった!?（2021年、カイ）
- サイバーパンク エッジランナーズ（2022年、ドリオ）

### ゲーム
2013年
- ガンダムブレイカー（観客）
- ダンボール戦機ウォーズ（凪野ウミ）

2014年
- 俺の屍を越えてゆけ2（陽炎ノ由良、鳴門屋渦女、八手ノお墨）
- カデンツァ フェルマータ アコルト：フォルテシモ（ルドラ＝アンダルファイト）
- グラナド・エスパダ（ローラ・コンスタンス）
- ファイナルファンタジー AGITO（プレイヤーキャラボイス「勝気」）

2015年
- 幻影異聞録♯FE（鈴本りく）
- レンドフルール（浅葱）

2016年
- 進撃の巨人（リコ）
- 真・女神転生IV FINAL（ミロク / ミトラ）
- 名探偵ピカチュウ 〜新コンビ誕生〜
- Furi（ソング、スター）

2017年
- クイズRPG 魔法使いと黒猫のウィズ（エルンスト・バルフェット）
- GRAVITY DAZE 2/重力的眩暈完結編:上層への帰還の果て、彼女の内宇宙に収斂した選択（リザ)
- ベイブレードバースト ゴッド（スタン・ハンバーグ）

2018年
- 進撃の巨人2（リコ・ブレチェンスカ、主人公・女・タイプ10）
- 名探偵ピカチュウ
- スーパーロボット大戦X（ミック・ジャック）
- ドラゴンクエストビルダーズ2 破壊神シドーとからっぽの島

2019年
- エースコンバット7 スカイズ・アンノウン（フーシェン）
- デモンエクスマキナ（シヴ / アイル）

2020年
- VALORANT（スカイ）
- アサシン クリード ヴァルハラ（フルケ）

2021年
- ファンタシースターオンライン2 ニュージェネシス（ロッサ）

2022年
- ポケモンマスターズEX（2022年 - 2023年、アテナ）

2023年
- WILD HEARTS（鈴蘭）
- ドラゴンクエストX 目覚めし五つの種族 オフライン（ミルト）

2024年
- ファイナルファンタジーVII リバース（ミーナ）
- 機動戦士ガンダム エクストリームバーサス2（2024年 - 2025年、ミック・ジャック） - 2作品
- 百英雄伝（ケリン）

### ドラマCD
- 瓶長薔薇十字探偵の鬱憤（山田スエの母）

### BLCD
- ハートの隠れ家（葉月結）

### 映画
- テルマエ・ロマエII（2014年、ローマ人の声）

### 吹き替え

#### 担当女優
レイチェル・ニコルズ
- コンティニアム CPS特捜班（キーラ・キャメロン）
- バーニング・クロス（モニカ・アッシュ）※テレビ東京版
- PANDEMIC パンデミック（ローレン）

#### 映画（吹き替え）
- アース・トゥ・エコー（ダスティ）
- アーミー・オブ・ザ・デッド（リリー〈ノラ・アルネゼデール〉[39]）
- アイ・アム・アリ（ハナ・アリ）
- 愛してる、愛してない...
- アイ・フランケンシュタイン（カザイア）
- アトミック・ブロンド（デルフィーヌ・ラサール〈ソフィア・ブテラ〉）
- ANNIE/アニー（月の将官〈リアーナ〉[40]）
- あの夜、マイアミで
- 雨の日は会えない、晴れた日は君を想う（クリス・モレノ〈ジュダ・ルイス〉）
- インターステラー（ロイス〈リーア・ケアンズ〉）
- ヴェノム:ザ・ラストダンス[41]
- カーゴ（ケイ〈スージー・ポーター〉）
- カリフォルニア・ダウン
- ゲット!マイライフ（ティナ・シムズ）
- ゴーン・ガール（グレタ〈ローラ・カーク〉）
- GODZILLA ゴジラ（マルティネス〈キャサリン・ロッホ・ハグクウィスト〉[42]）
- 最初に父が殺された（オンカー女性20）
- サドンデス（サブリナ〈ゾーイ・ベル〉）
- しあわせはどこにある（マリー・ルー）
- ジェームス・ブラウン 最高の魂を持つ男（ヴェルマ）
- ジャスティス・ウォー 〜正義の代償〜（ターニャ〈ブリアナ・エヴィガン〉）
- ジャッキー/ファーストレディ 最後の使命（ナンシー・タッカーマン〈グレタ・ガーウィグ〉[43]）
- シャドウハンター（イザベル・ライトウッド〈ジェマイマ・ウェスト〉）
- ジュピター（ディオミカ〈ニキ・アムカ＝バード〉）
- ジョン・ウィック:パラベラム（受付〈スーザン・ブロンマート〉[44]）
- スーパーフライ（メイソン刑事〈ジェニファー・モリソン〉）
- スペース・プレイヤーズ（カマイヤ〈ソネクア・マーティン＝グリーン〉[45]）
- 戦場からのラブレター（ホープ）
- ダーク・タワー（ティラナ〈アビー・リー〉）
- ターミネーター:ニュー・フェイト（ブレナー）
- チェイス!（ヴィクトリア）
- DCエクステンデッド・ユニバース
  - ジャスティス・リーグ（エビア〈サマンサ・ジョー〉[46]）
  - ハーレイ・クインの華麗なる覚醒 BIRDS OF PREY（ヘレナ・バーティネリ / ハントレス〈メアリー・エリザベス・ウィンステッド〉[47]）
  - ジャスティス・リーグ:ザック・スナイダーカット（エビア〈サマンサ・ジョー〉[48]）
- ティーン・ビーチ 2（オレゴン代表女）
- トリプル9 裏切りのコード（リン）
- トリプル・フロンティア
- 7500（ジャシンタ〈スカウト・テイラー＝コンプトン〉）
- ネバー・サレンダー 肉弾無双（トンプソン）
- パージ:アナーキー（錯乱女性）
- パーソナル・ショッパー（ローズ）
- 裸足で散歩（コリー・ブラッター〈ジェーン・フォンダ〉）※Netflix版
- ハッピーボイス・キラー（シェリル）
- パラノーマル・アクティビティ5（エミリー〈ブリット・ショー〉）
- ハリウッド・スキャンダル（サリー）
- ピーターラビット（モプシー[49]）※機内版
- フィアー・ドット・コム（ジーニー）
- フィービー・イン・ワンダーランド（トミー）
- フライト・ゲーム（ナンシー〈ミシェル・ドッカリー〉）
- ホセ 40歳で大人になる?!（ケイト）
- マーベル・シネマティック・ユニバース
  - ドクター・ストレンジ（黒髪の女[50]）
  - アベンジャーズ/インフィニティ・ウォー（プロキシマ・ミッドナイト〈キャリー・クーン〉[51]）
  - ファンタスティック4:ファースト・ステップ（リン〈サラ・ナイルズ〉[52]）
- マイノリティ・リポート（アキーラ）
- マダム・ウェブ（アマリア〈ゾーシャ・マメット〉[53]）
- マダム・メドラー おせっかいは幸せの始まり（ダイアン）
- MUD -マッド-（メアリー・リー）
- マトリックス　レザレクションズ（レキシー〈エレンディラ・イバラ〉[54]）
- 魔法にかけられて2（ロザリーン〈イヴェット・ニコール・ブラウン〉）
- マレフィセント2（シュライク〈ジュディ・シェコーニ〉[55]）
- ミュータント・タートルズ（カライ）
- ミュータント・ニンジャ・タートルズ:影〈シャドウズ〉（カライ〈ブリタニー・イシバシ〉）
- メモリーズ 追憶の剣（ホンイ〈キム・ゴウン〉）
- ヤング・シェルドン（フェンレイ）
- ライド・アロング〜相棒見習い〜（ヴァル）
- ラスト・デイズ・オン・マーズ（レベッカ・レーン〈ロモーラ・ガライ〉）
- ラストベガス（リサ）
- ラフ・ナイト 史上最悪!?の独身さよならパーティー（ピッパ〈ケイト・マッキノン〉）
- リミットレス（レイチェル・フィンチ）
- レクイエム 最後の銃弾（クロエ〈ヨアンダ・ユアン〉）
- レジェンド・オブ・メダリオン -時空を越えた秘密の島-（フーコー）
- 6才のボクが、大人になるまで。（アニー）

#### ドラマ
- アナザー・ライフ（ミシェル）
- ARROW/アロー シーズン4（シュワルツ）
- ウェイワード・パインズ 出口のない街（アーリーン）
- オリジナルズ（サビーヌ）
- オレンジ・イズ・ニュー・ブラック（ステラ〈ルビー・ローズ〉）
- カリフォルニケーション（メアリー）
- 救命医ハンク4 セレブ診療ファイル（アミール）
- THE KILLING/キリング（サリ）
- グッド・ファイト（マイア・リンデル〈ローズ・レスリー〉[56]）
- GRIMM/グリム（テレサ・“トラブル”・ルーベル〈ジャクリーン・トボニ/Jacqueline Toboni〉）
- ザ・コンチネンタル:ジョン・ウィックの世界から（メイジー[57]）
- The Sinner -隠された理由-:ジェイミー（リーラ・バーンズ〈パリサ・フィッツ＝ヘンリー〉[58]）
- ザ・フォロイング（ジュリアナ）
- ザ・ポリティシャン（ヴォーン校長）
- ザ・マペッツ・メイヘム（ノラ〈リリー・シン〉）
- CSI:ニューヨーク9 ザ・ファイナル（ジェイミー・ロバート〈ナタリー・マルティネス〉）
- シェイムレス9 俺たちに恥はない（シーリ）
- ジェントルマン・ジャック 紳士と呼ばれたレディ（マリアン・リスター〈ジェマ・ウィーラン〉）
- 私立探偵ヴァルグ（エルセ）
- DALLAS/スキャンダラス・シティ（マルタ）
- デビアスなメイドたち（ディディ・ミラー〈ティファニー・ハインズ〉）
- ナイトシフト3 真夜中の救命医（シャノン・リヴェラ〈タナヤ・ビーティ〉）
- バッド・ヘア・デー
- ハンドメイズ・テイル/侍女の物語（オブグレン / エミリー〈アレクシス・ブレデル〉[59]）
- ハンニバル（マーゴ・ヴァージャー）
- HERE AND NOW 〜家族のカタチ〜（アシュリー・コリンズ〈ジェリカ・ヒントン〉）
- ビッグ・リトル・ライズ（ボニー・カールソン〈ゾーイ・クラヴィッツ〉）
- FOREVER Dr.モーガンのNY事件簿（リズ）
- プリズン・ブレイク シーズン5（A&W）
- BULL / ブル 法廷を操る男（ジェラルディン、レスリー・カフリー、ローラ・アレン医師）
- 魔術師 MERLIN シーズン3（トンプソン）
- マンダロリアン（キャラ・デューン〈ジーナ・カラーノ〉[60]）
- Mr.イグレシアス（ポーラ〈シェリー・シェパード〉）
- ミストレス 〜溺れる女たち〜（ミランダ）
- レイ・ドノヴァン ザ・フィクサー（リーナ〈キャサリン・メーニッヒ〉）
- レオナルド 〜知られざる天才の肖像〜（カテリーナ〈マティルダ・デ・アンジェリス〉[61]）
- ロキ（ラヴォーナ・レンスレイヤー〈ググ・バサ＝ロー〉[62]）
- ザ・ルーキー(ナイラ・ハーパー)
- セヴェランス（ケイシー〈ディーチェン・ラックマン〉）

#### アニメ
- ガーディアンズ・オブ・ギャラクシー（ガモーラ）
- カンフー・パンダ ザ・シリーズ（マスター・ヘビ）
- SING/シング（ジュディス）
- ソウルフル・ワールド（医師[63]）
- ティーン・タイタンズGO!（ローズ・ウィルソン）
- ディセンダント キケンな世界（フレディ）
- バッドガイズ[64]
- ホワット・イフ...?（プロキシマ・ミッドナイト）
- マイルズのミッション・フォース・ワン（ゲームマスター）
- レギュラーSHOW〜コリない2人〜（アイリーン）
- LEGO ディズニープリンセス：お城の冒険（洋服ダンス）
- ロキとバートたちの大乱闘（裁判官）

### ボイスオーバー
- 水上治の健康増進バイブル（ガブリエラ・バローグ）

### シリーズ一覧
1. ↑  第1期『マギ The labyrinth of magic』（2012年 - 2013年）、第2期『マギ The kingdom of magic』（2013年）
2. ↑  第1期（2013年）、Season 2（2017年）、The Final Season Part 2（2022年）
3. ↑  第1期（2015年）、第2期『THE LAST SONG』（2016年）
4. ↑  第1期（2016年 - 2017年）、第2期『神（ゴッド）』（2017年）
5. ↑  第1期（2017年）、第2期『Season 2』（2019年）
6. ↑  『オーバーブースト』（2024年）、『インフィニットブースト』（2025年）